# Henrietta Ebert
Pour les articles homonymes, voir Ebert.
Henrietta Ebert-Dobler, née le 15 janvier 1954 à Kirchmöser (République démocratique allemande), est une ancienne rameuse est-allemande. Elle est championne olympique aux Jeux de 1976.

## Carrière
Lors des Jeux olympiques d'été de 1976, elle est sacrée championne olympique du huit avec l'équipe est-allemande. Deux ans plus tôt, elle a déjà remporté le titre mondial en huit aux Mondiaux 1974.

## Palmarès

### Jeux olympiques
- Jeux olympiques d'été de 1976 à Montréal ( Canada) :
  -  médaille d'or en huit

### Championnats du monde
- Championnats du monde 1978 à Karapiro ( Nouvelle-Zélande) :
  -  médaille d'argent en huit
- Championnats du monde 1975 à Nottingham ( Royaume-Uni) :
  -  médaille d'or en quatre barré
- Championnats du monde d'aviron 1974 à Lucerne ( Suisse) :
  -  médaille d'or en huit

### Championnats d'Europe
- Championnats d'Europe 1973 à Moscou ( Union soviétique) :
  -  médaille d'argent en huit